# 斯普拉格-道利

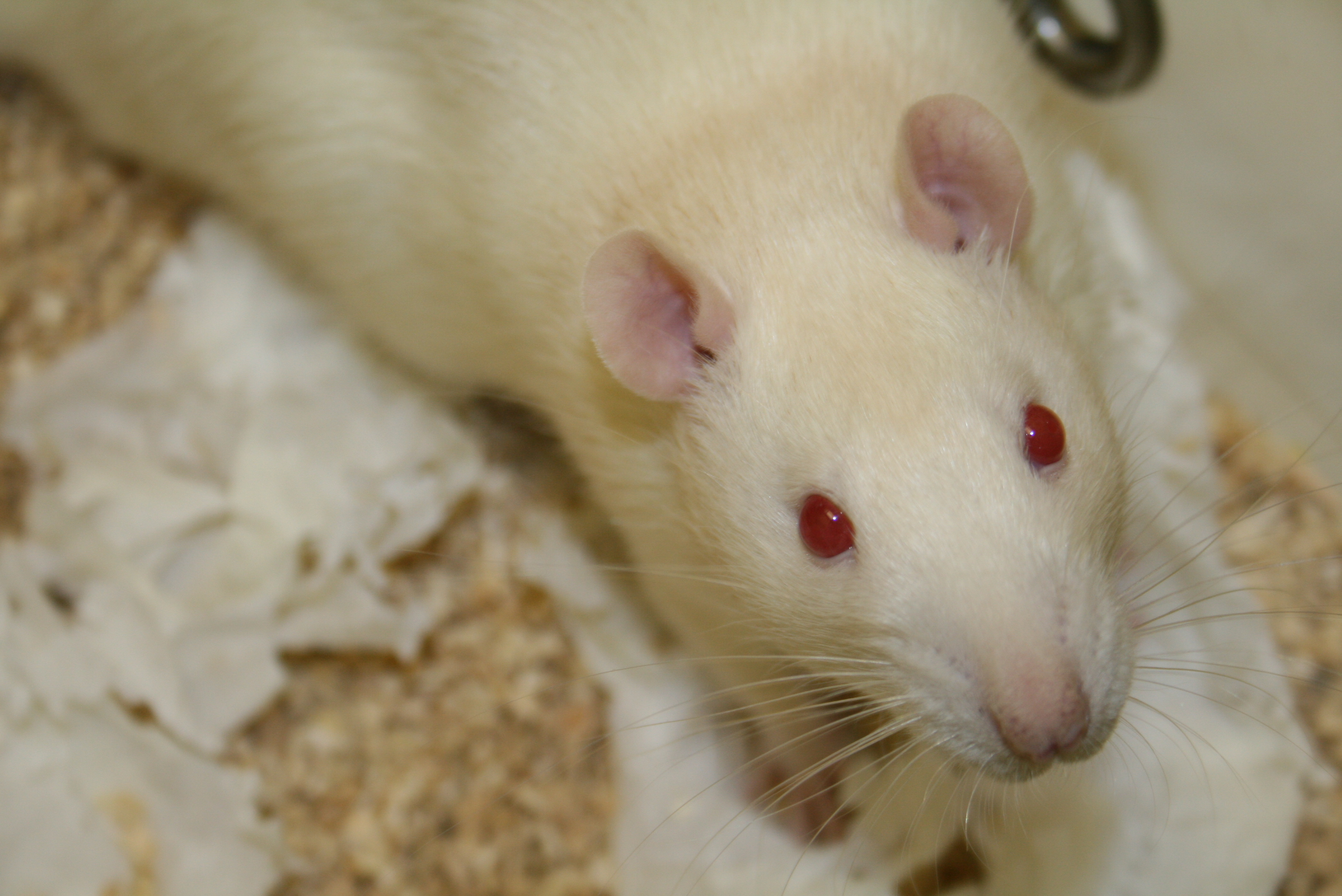
一只SD大鼠

SD大鼠，全称斯普拉格-道利大鼠是一种实验大鼠近交系，是生物医学实验中最常用的大鼠之一，由威斯康星大学麦迪逊分校的道利开发。